# 1t水タンクトレーラ

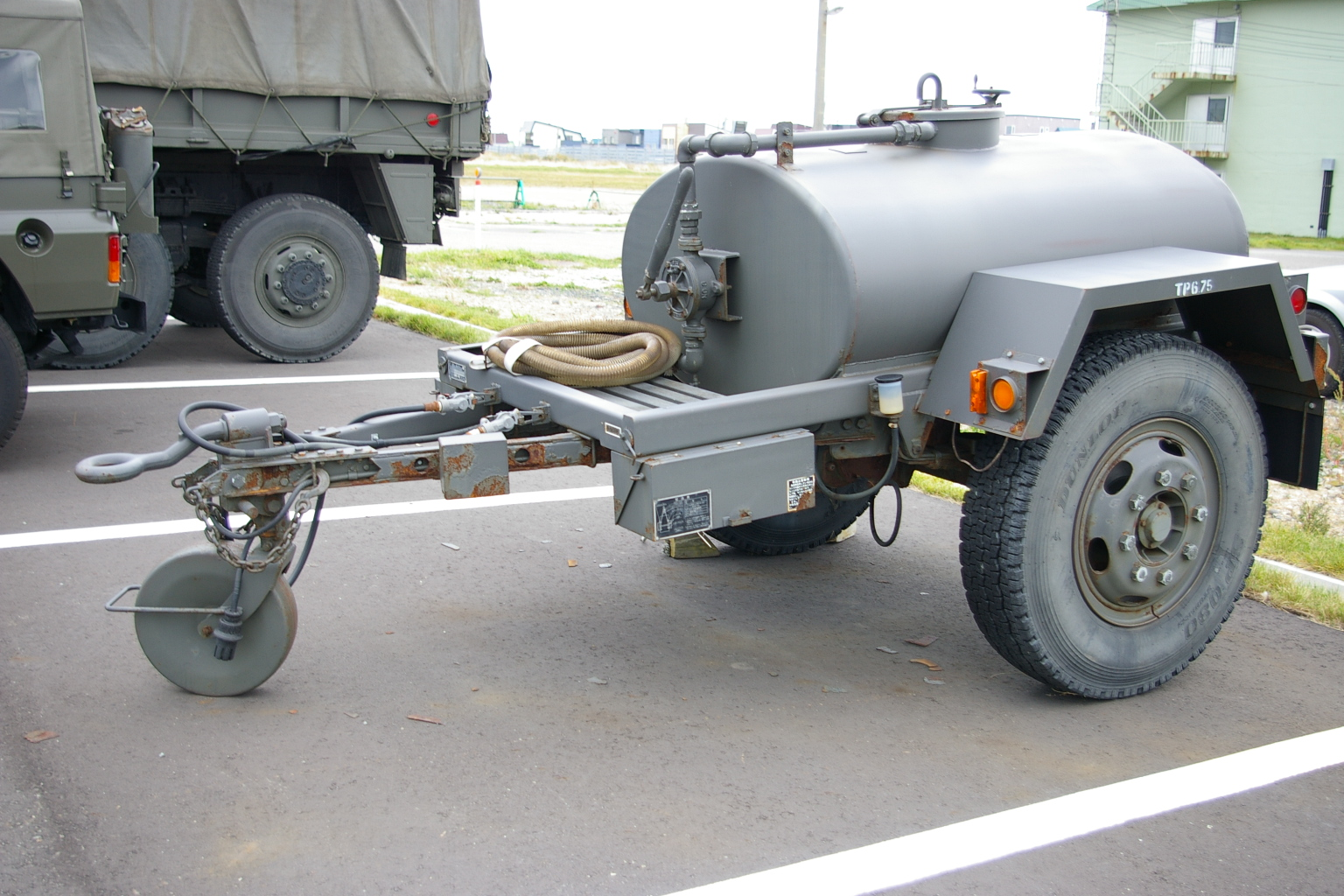
1t水タンクトレーラ

1t水タンクトレーラ（いっトンみずタンクトレーラ）は、陸上自衛隊および航空自衛隊で装備運用されるトレーラーである。

## 概要
- 主に駐屯地外における演習などの部隊活動で水を運搬する際に使用される。
- 1軸2輪で1,000リットルの水を運搬することができる。
- 車体前面左右にはそれぞれ3ヶ所ずつ合計6ヶ所の蛇口が備え付けられており、そこから水を供給可能。また、車体後部にも排水用蛇口があり、主に排水などに使用する。
- 車体は非牽引時前面に若干傾くようになっており、タンク内部に水が残ることが無いよう設計されている。
- 1tトレーラと同様に非牽引時の移動用として鉄製の車輪も備え付けられており、トラックから切り離した後も移動可能。後部に駐車ブレーキを装備している。
- 牽引車両は73式大型トラックや73式中型トラック・78式雪上車などの大型車両に限られる。

## 参考資料
- 池辺茂彦 編『自衛隊装備カタログ』KKワールドフォトプレス〈World Mook 45号〉、1980年10月。
- 平成23年度調達予定品目（中央調達分）